# Liste des députés des Deux-Sèvres
 (mai 2025).
Liste des députés des Deux-Sèvres

## Ve République (1958-....)

### XVIIelégislature(2024-2029)
| Circonscription     | Identité          | Parti       | Suppléant       |
| ------------------- | ----------------- | ----------- | --------------- |
| 1re circonscription | Bastien Marchive  | PRV app.EPR | Lucy Moreau     |
| 2e circonscription  | Delphine Batho    | GÉ          | Olivier Cubaud  |
| 3e circonscription  | Jean-Marie Fiévet | EPR         | Caroline Pineau |

### XVIelégislature(2022-2024)
| Circonscription     | Identité          | Parti | Suppléant         |
| ------------------- | ----------------- | ----- | ----------------- |
| 1re circonscription | Bastien Marchive  | PRV   | Nathalie Vinatier |
| 2e circonscription  | Delphine Batho    | GÉ    | Olivier Cubaud    |
| 3e circonscription  | Jean-Marie Fiévet | LREM  | Caroline Pineau   |

### XVelégislature(2017–2022)
| Circonscription     | Identité             | Parti        | Suppléant            |
| ------------------- | -------------------- | ------------ | -------------------- |
| 1re circonscription | M. Guillaume Chiche  | LREM puis ND | Mme Sophie Gaborieau |
| 2e circonscription  | Mme Delphine Batho   | PS puis GÉ   | M. Jean-Luc Drapeau  |
| 3e circonscription  | M. Jean-Marie Fiévet | LREM         | Mme Agnès Martin     |

### XIVelégislature(2012-2017)
| Circonscription     | Identité               | Parti | Suppléant           |
| ------------------- | ---------------------- | ----- | ------------------- |
| 1re circonscription | Mme Geneviève Gaillard | PS    | M. Alain Piveteau   |
| 2e circonscription  | Mme Delphine Batho     | PS    | M. Jean-Luc Drapeau |
| 3e circonscription  | M. Jean Grellier       | PS    | M. Bernard Paineau  |

### XIIIelégislature(2007-2012)
| Circonscription     | Identité               | Parti | Suppléant            |
| ------------------- | ---------------------- | ----- | -------------------- |
| 1re circonscription | Mme Geneviève Gaillard | PS    | M. Geoffroy Michel   |
| 2e circonscription  | Mme Delphine Batho     | PS    | M. Jean-Luc Drapeau  |
| 3e circonscription  | M. Jean-Marie Morisset | UMP   | Mme Béatrice Largeau |
| 4e circonscription  | M. Jean Grellier       | PS    | M. Patrice Pineau    |

### XIIelégislature(2002-2007)
| Circonscription     | Identité               | Parti | Suppléant              |
| ------------------- | ---------------------- | ----- | ---------------------- |
| 1re circonscription | Mme Geneviève Gaillard | PS    | M. Alain Mathieu       |
| 2e circonscription  | Mme Ségolène Royal     | PS    | M. Éric Gautier        |
| 3e circonscription  | M. Jean-Marie Morisset | UMP   | Mme Marie-Josèphe Bapt |
| 4e circonscription  | M. Dominique Paillé    | UMP   | Mme Irène Joly         |

### XIelégislature(1997-2002)
| Circonscription     | Identité                      | Parti | Suppléant                 |
| ------------------- | ----------------------------- | ----- | ------------------------- |
| 1re circonscription | Mme Geneviève Perrin-Gaillard | PS    | M. Alain Mathieu          |
| 2e circonscription  | Mme Ségolène Royal            | PS    | M. Jean-Pierre Marché     |
| 3e circonscription  | M. Jean-Marie Morisset        | UDF   | Mme Marie-Annick Argenton |
| 4e circonscription  | M. Dominique Paillé           | UDF   | Mme Irène Joly (RPR)      |

### Xelégislature(1993-1997)
| Circonscription     | Identité            | Parti | Suppléant(e)          |
| ------------------- | ------------------- | ----- | --------------------- |
| 1re circonscription | Jacques Brossard    | UDF   | M. Frédéric Rouillé   |
| 2e circonscription  | Ségolène Royal      | PS    | Jean-Pierre Marché    |
| 3e circonscription  | Jean-Marie Morisset | UDF   | Marie-Annick Argenton |
| 4e circonscription  | Dominique Paillé    | UDF   | Albert Brochard       |

### IXelégislature(1988-1993)
| Circonscription     | Identité        | Parti | Suppléant(e)       |
| ------------------- | --------------- | ----- | ------------------ |
| 1re circonscription | André Clert     | PS    | Françoise Gaillard |
| 2e circonscription  | Ségolène Royal  | PS    | Jean-Pierre Marché |
| 3e circonscription  | Jean de Gaulle  | RPR   | Michel Bécot       |
| 4e circonscription  | Albert Brochard | UDF   | Dominique Paillé   |

### VIIIelégislature(1986-1988)
Scrutin proportionnel. Listes départementales.
| Circonscription     | Identité        | Parti | Autres mandats     |
| ------------------- | --------------- | ----- | ------------------ |
| 1re circonscription | André Clert     | PS    |                    |
| 2e circonscription  | Michel Hervé    | PS    | Maire de Parthenay |
| 3e circonscription  | Jean de Gaulle  | RPR   |                    |
| 4e circonscription  | Albert Brochard | UDF   |                    |

Pas de suppléants.

### VIIelégislature(1981-1986)
| Circonscription     | Identité         | Parti | Suppléant(e)  |
| ------------------- | ---------------- | ----- | ------------- |
| 1re circonscription | René Gaillard    | PS    | Michel Guyton |
| 2e circonscription  | Jacques Fouchier | CNIP  | Jean Pineau   |
| 3e circonscription  | Albert Brochard  | UDF   | Pierre Ganne  |

### VIelégislature(1978-1981)
| Circonscription     | Identité         | Parti | Suppléant(e)  |
| ------------------- | ---------------- | ----- | ------------- |
| 1re circonscription | René Gaillard    | PS    | Michel Guyton |
| 2e circonscription  | Jacques Fouchier | UDF   | Jean Pineau   |
| 3e circonscription  | Albert Brochard  | UDF   | Pierre Ganne  |

### Velégislature(1973-1978)
| Circonscription     | Identité         | Parti | Suppléant(e)    |
| ------------------- | ---------------- | ----- | --------------- |
| 1re circonscription | René Gaillard    | PS    | Maurice Moinard |
| 2e circonscription  | Jacques Fouchier | CDP   | Jean Pineau     |
| 3e circonscription  | Albert Brochard  | Réf.  | Henri Maudet    |

### IVelégislature(1968-1973)
| Circonscription     | Identité                                | Parti | Suppléant(e)     |
| ------------------- | --------------------------------------- | ----- | ---------------- |
| 1re circonscription | Marie-Magdeleine Aymé de La Chevrelière | UDR   | Pierre Suire     |
| 2e circonscription  | Jacques Fouchier                        | CD    | Georges Fort     |
| 3e circonscription  | Augustin Bordage                        | UDR   | Henri Aleberteau |

### IIIelégislature(1967-1968)
| Circonscription     | Identité                                | Parti | Suppléant(e)     |
| ------------------- | --------------------------------------- | ----- | ---------------- |
| 1re circonscription | Marie-Magdeleine Aymé de La Chevrelière | UDR   | Jean Debègue     |
| 2e circonscription  | Jacques Fouchier                        | CNIP  | Georges Fort     |
| 3e circonscription  | Augustin Bordage                        | UDR   | Henri Aleberteau |

### IIelégislature(1962-1967)
| Circonscription     | Identité                                | Parti | Suppléant(e)     |
| ------------------- | --------------------------------------- | ----- | ---------------- |
| 1re circonscription | Marie-Magdeleine Aymé de La Chevrelière | MRP   | Pierre Cailleton |
| 2e circonscription  | Jacques Fouchier                        | CNIP  | André Néraudeau  |
| 3e circonscription  | Augustin Bordage                        | UNR   | Henri Aleberteau |

### Irelégislature(1958-1962)
| Circonscription     | Identité                                | Parti | Suppléant(e)    |
| ------------------- | --------------------------------------- | ----- | --------------- |
| 1re circonscription | Marie-Magdeleine Aymé de La Chevrelière | MRP   | Octave Renaud   |
| 2e circonscription  | Jacques Fouchier                        | CNIP  | André Néraudeau |
| 3e circonscription  | Jean Salliard du Rivault                | CNIP  | Arthur Verlon   |

## IVe République (1946-1958)

### IIIe Législature (1956-1958)
- Jean Salliard du Rivault
- André-François Mercier
- Roger Chatelain
- Eustache Cuicci

### IIe Législature (1951-1955)
- Jean Salliard du Rivault
- Pierre Lebon
- Émile Bèche
- André-François Mercier

### Ire Législature (1946-1951)
- Clovis Macouin
- Émile Bèche
- Gabriel Citerne
- André-François Mercier

## Gouvernement Provisoire de la République Française (1944-1946)

### IIe Assemblée nationale constituante (1946)
- Clovis Macouin
- Émile Bèche
- Gabriel Citerne
- André-François Mercier

### Ire Assemblée nationale constituante (1945-1946)
- Émile Poirault (SFIO)
- Clovis Macouin (PRL)
- Émile Bèche (SFIO)
- André-François Mercier (MRP)

## IIIeRépublique(1870-1940)

### Assemblée nationale (1871 - 1876)
Scrutin de listes.
- Julien-Gaston du Vergier de La Rochejaquelein, Union des droites
- Amable Ricard, Centre gauche
- Alfred Monnet, Union des droites
- Émile Aymé de La Chevrelière, Centre droit
- Louis Tribert, Centre gauche
- Alcide Taillefert, Centre droit
- François Mazure, Centre droit

### Ire législature (1876 - 1877)
- Julien-Gaston du Vergier de La Rochejaquelein
- Armand Petiet
- Antonin Proust
- Émile Aymé de La Chevrelière, invalidé en 1876, remplacé par Henri Giraud
- Nelzir Allard

### IIe législature (1877 - 1881)
- Julien-Gaston du Vergier de La Rochejaquelein, invalidé en 1878, remplacé par Camille Jouffrault
- Amédée de La Porte
- Antonin Proust
- Louis Ganne
- Henri Giraud

### IIIe législature (1881 - 1885)
- Julien-Gaston du Vergier de La Rochejaquelein
- Amédée de La Porte
- Antonin Proust
- Louis Ganne
- Henri Giraud

### IVe législature (1885 - 1889)
- Amédée de La Porte
- Louis Ganne, décédé en 1886, remplacé par Georges Richard
- Camille Jouffrault
- Henri Giraud, décédé en 1887, remplacé par Léopold Goirand
- Antonin Proust

### Ve législature (1889 - 1893)
- Bressuire :  Julien-Gaston du Vergier de La Rochejaquelein, Conservateur
- Melle : Léopold Goirand, Radical
- Niort-2 : Honoré Pontois, Boulangiste
- Parthenay : Jacques Taudière, Monarchiste
- Niort-1 : Antonin Proust, Républicain

Source : journal Le Temps du 24 septembre et du 8 octobre 1889 sur Gallica,.

### VIe législature (1893 - 1898)
- Bressuire : Julien-Gaston du Vergier de La Rochejaquelein, Conservateur, décédé en 1897, remplacé par Henry Savary de Beauregard, Libéral
- Parthenay : André Lebon, Républicain
- Niort-1 : Guy Disleau, Républicain modéré
- Niort-2 : Amédée de La Porte, Radical
- Melle : Léopold Goirand, Radical

Source : journal Le Temps du 22 août et du 5 septembre 1893 sur Gallica,.

### VIIe législature (1898 - 1902)
- Parthenay : Robert de Maussabré-Beufvier, Monarchiste
- Bressuire : Henry Savary de Beauregard, Monarchiste
- Melle : Jean-Marie Aymé de La Chevrelière, Rallié
- Niort-1 : Guy Disleau, Républicain
- Niort-2 : Amédée de La Porte, Radical, décédé en 1900, remplacé par Hippolyte Gentil, Républicain Radical

Source : journal Le Temps du 10 mai et du 24 mai 1898 sur Gallica,.

### VIIIe législature (1902 - 1906)
- Parthenay : Robert de Maussabré-Beufvier, Droite monarchiste
- Bressuire : Henry Savary de Beauregard, Conservateur (Action libérale)
- Melle : Ferdinand Rougier, Radical
- Niort-1 : Guy Disleau, Républicain ministériel
- Niort-2 : Hippolyte Gentil, Républicain ministériel

Source : journal Le Temps du 29 avril et du 13 mai 1902 sur Gallica,.

### IXe législature (1906 - 1910)
- Bressuire : Henry Savary de Beauregard, Action libérale
- Parthenay : Louis Demellier, Gauche radicale
- Melle : Ferdinand Rougier, Gauche radicale
- Niort-1 : Guy Disleau, Républicain progressiste
- Niort-2 : Hippolyte Gentil, Gauche radicale

Sources : Journal Le Temps du 6 et du 22 mai 1906 sur Gallica - ,.

### Xe législature (1910 - 1914)
- Niort-2 : Henri de La Porte, Socialistes unifiés
- Bressuire : Henry Savary de Beauregard, Action libérale, décédé le 18 avril 1913, remplacé par Henry Taudière, Droites, élu le 1er juin 1913
- Parthenay : Louis Demellier, Gauche radicale
- Melle : Ferdinand Rougier, Radical socialiste
- Niort-1 : Guy Disleau, Gauche démocratique (modéré)

Sources : Journal Le Temps du 24 avril et du 8 mai 1910 sur Gallica - ,.

### XIe législature (1914 - 1919)
- Bressuire : Henry Taudière, Droites, décédé le 7 mai 1914, remplacé par Louis de Puineuf, Action libérale, élu le 5 juillet 1914
- Niort-2 : Henri de La Porte, SFIO
- Parthenay : Louis Demellier, Radical socialiste
- Melle : Victor Fleuret, Radical socialiste
- Niort-1 : Guy Disleau, Gauche démocratique (Modéré), décédé le 22 décembre 1914, non remplacé

Sources : Journal Le Temps du 28 avril et du 12 mai 1914 sur Gallica - ,.

### XIIe législature (1919 - 1924)
Les élections législatives de 1919 furent organisées au scrutin proportionnel de liste. Elles marquèrent au niveau national la victoire du "Bloc national" de centre-droit.
Liste nationale d'union républicaine et de défense sociale
- Paul Mercier, Conseiller général (Action républicaine et sociale)
- Georges de Talhouët-Roy, Conseiller général (Indépendant de droite)
- Gaston Deschamps, Conseiller général (Républicains de gauche, modérés)
- Émile Marot, Conseiller général (Républicains de gauche, modérés)
- Louis de Puineuf (Entente républicaine démocratique)

Source : Barodet sur le site de l'Assemblée Nationale - https://bibnum.sciencespo.fr/s/catalogue/ark:/46513/sc16m2kz#?c=&m=&s=&cv=

### XIIIe législature (1924 - 1928)
Les élections législatives de 1924 furent organisées au scrutin proportionnel de liste. Elles marquèrent au niveau national national la victoire du "Cartel des gauches".
Liste d'Union des gauches
- Louis Demellier, Vice-Président du Conseil général (Parti radical et radical-socialiste)
- André Jouffrault, Conseiller général (Parti radical et radical-socialiste)
- André Goirand, (Parti radical et radical-socialiste), élu sénateur en 1927
- René Richard, Conseiller d'arrondissement (Parti radical et radical-socialiste)
- Joseph Chacun, Maire de Thouars, SFIO

Source : Barodet, sur le site de l'Assemblée Nationale - https://bibnum.sciencespo.fr/s/catalogue/ark:/46513/sc16m1m0#?c=&m=&s=&cv=

### XIVe législature (1928 - 1932)
Les élections législatives furent au scrutin d'arrondissement majoritaire à deux tours de 1928 à 1936.
- Niort-2 : René Richard, Radical-socialiste
- Bressuire : Émile Taudière, Indépendant (Libéral)
- Parthenay : Clovis Macouin, Union républicaine démocratique
- Niort-1 : André Jouffrault, Radical-socialiste
- Melle : François-Albert, Radical-socialiste

Source : Élections législatives 22-29 avril 1928 de Georges Lachapelle - https://gallica.bnf.fr/ark:/12148/bpt6k320439r.texteImage#

### XVe législature (1932 - 1936)
- Melle : François Albert, Radical-socialiste, décédé le 23 novembre 1933, remplacé par Henri Ferru, Radical-socialiste, élu le 18 février 1934
- Niort-2 : René Richard, Radical-socialiste
- Bressuire : Émile Taudière, Indépendant (Droite)
- Parthenay : Clovis Macouin, Fédération républicaine
- Niort-1 : André Jouffrault, Radical-socialiste

### XVIe législature (1936 - 1940...1942)
- André Albert
- Émile Bèche
- René Richard
- Émile Taudière
- Clovis Macouin

## Second Empire

### Irelégislature(1852-1857)
- Camille Chauvin de Lénardière
- Ferdinand Benjamin David

### IIelégislature(1857-1863)
- Camille Chauvin de Lénardière, décédé en 1860, remplacé par Charles Le Roux
- Victor Du Hamel
- Ferdinand Benjamin David

### IIIelégislature(1863-1869)
- Eugène Lasnonnier
- Charles Le Roux
- Ferdinand Benjamin David

### IVelégislature(1869-1870)
- Eugène Lasnonnier
- Charles Le Roux
- Ferdinand Benjamin David

## IIeRépublique
Élections au suffrage universel masculin à partir de 1848

### Assemblée nationale constituante (1848-1849)
- Marc Horace Demarçay
- Désiré Maichin
- Jules François Richard
- Pierre Antoine Baugier
- Pierre Charles
- Alexandre Chevallon
- François Boussi
- Jean-François Blot

### Assemblée nationale législative (1849-1851)
- Charles Joachim Aymé
- Charles Rouget-Lafosse
- Charles de Lescours
- Jules Failly
- Ferdinand Benjamin David
- Charles Bouchet de Grandmay
- Gaspard Gourgaud

## Chambre des députés (Monarchie de Juillet)

### IreLégislature(1830-1831)
- Pierre Louis Tribert
- François-Marie Agier
- Emmanuel de Sainte-Hermine

### IIeLégislature(1831-1834)
- Philippe Clerc-la-Salle
- Théodore-Bara Proust
- Pierre René Auguis
- Pierre Louis Tribert

### IIIeLégislature(1834-1837)
- Ferdinand Benjamin David
- Pierre René Auguis
- Pierre Louis Tribert
- François-Marie Agier

### IVeLégislature(1837-1839)
- Nelzir Allard
- Louis-Chrysostome Michel
- Pierre René Auguis
- Pierre Louis Tribert

### VeLégislature(1839-1842)
- Nelzir Allard
- Louis Arnauldet
- Pierre René Auguis
- Pierre Louis Tribert

### VIeLégislature(1842-1846)
- Pierre René Auguis, décédé en 1844, remplacé par Marc Horace Demarçay
- Nelzir Allard
- Ferdinand Benjamin David
- Pierre Louis Tribert

### VIIeLégislature(17/08/1846-24/02/1848)
- Marc Horace Demarçay
- Désiré Maichin
- Nelzir Allard
- Pierre Louis Tribert

## Chambre des députés des départements (2eRestauration)

### Irelégislature(1815–1816)
- Jean Auguste Chauvin de Bois-Savary
- Jean-Victor Chebrou de La Roulière
- Louis-Alexandre Jard-Panvillier

### IIelégislature(1816-1823)
- Pierre Paul Alexandre Gilbert de Voisins
- Jacques Pierre Bujault
- Pierre Andrault
- Pierre Alexandre Clerc-la-Salle
- René Jacques Morisset
- Louis-Alexandre Jard-Panvillier

### IIIelégislature(1824-1827)
- François-Marie Agier
- Laurent d'Abbadie
- Jean-Victor Chebrou de La Roulière

### IVelégislature(1828-1830)
- Jean Joseph Tonnet-Hersant
- Pierre Louis Tribert
- François-Marie Agier
- Emmanuel de Sainte-Hermine

### Velégislature(23 juin 1830-28 juillet 1830)
- Pierre Louis Tribert
- François-Marie Agier
- Emmanuel de Sainte-Hermine

## Chambre des représentants (Cent-Jours)
- Jacques-Gabriel Aubin
- Charles Vincent-Molinière
- Jacques Pierre Bujault
- Jean-Baptiste Bernardin
- François-Augustin Chauvin-Hersant
- Pierre-Jean Andrieux

## Chambre des députés des départements (1reRestauration)
- René Jacques Morisset
- Jean-François-Thomas Goulard

## Corps législatif(1800-1814)
- Jean Auguste Chauvin de Bois-Savary
- René Jacques Morisset
- Louis de Fontanes
- Pierre Sylvain Guérin
- Pierre-Jean-Baptiste Auguis
- René Pierre François Morand

## Conseil des Cinq-Cents(1795-1799)
- Vincent Jacques Bodin
- Louis-Alexandre Jard-Panvillier
- François-Augustin Chauvin-Hersant
- Michel Mathieu Lecointe-Puyraveau
- Pierre Sylvain Guérin
- Pierre-Jean-Baptiste Auguis

## Convention nationale(1792-1795)
7 députés et 3 suppléants

### Députés
1. Michel Mathieu Lecointe-Puyraveau, avocat, administrateur du département, ancien député à la Législative.
2. Louis-Alexandre Jard-Panvillier, médecin, procureur général syndic du département, ancien député à la Législative.
3. Pierre-Jean-Baptiste Auguis, président du tribunal de Melle, ancien député à la Législative.
4. Gaspard-Séverin Duchastel, chef de légion à Thouars. Est condamné à mort le 9 brumaire an II (30 octobre 1793) ; est remplacé dès le 11 juillet 1793 par Chauvin-Hersault.
5. Dubreüil-Chambardel (Pierre), administrateur du département, ancien député à la Législative.
6. Lofficial (Louis-Prosper), juge au tribunal de Parthenay, ancien Constituant.
7. Charles Cochon-Lapparent, ancien Constituant, président du tribunal criminel du département.

### Suppléants
1. François-Augustin Chauvin-Hersant, administrateur du département, accusateur public près le tribunal criminel. Remplace Duchastel le 11 juillet 1793.
2. Briault (Jacques), avocat, ancien Constituant. N'a pas siégé.
3. Sionneau (Robert-Louis), juge à Parthenay. N'a pas siégé.

## Assemblée législative (1791-1792)
7 députés et 3 suppléants

### Députés
1. Jard-Panvillier (Louis Alexandre), médecin à Niort, procureur-général-syndic du département.
2. Chasteau (Augustin), homme de loi à Parthenay, président du département et de l'assemblée électorale.
3. Lecointe-Puyraveau (Michel Mathieu), homme de loi à Saint-Maixent, administrateur du département.
4. Auguis (Pierre Jean-Baptiste), président du tribunal du district de Melle.
5. Louis Jounault, homme de loi, procureur-syndic du district de Thouars.
6. Pierre François Robouam, cultivateur à La-Forêt-sur-Sèvres, président du district de Châtillon-sur-Sèvres.
7. Dubreuil-Chambardel (Pierre), cultivateur à Avon, administrateur du département.

### Suppléants
1. Pervinquière (Patrice), médecin à Niort.
2. Fournier, médecin à Melle.
3. Amillet, médecin à Chef-Boutonne.